# Кинеско-британска заједничка декларација
Кинеско-британска заједничка декларација, формално позната и као заједничка декларација владе Уједињеног Краљевства Велике Британије и Северне Ирске и владе Народне Републике Кине о питању Хонгконга, а потписали су је тадашњи премијери, Жао Зијанг и Маргарет Тачер, 19. децембара 1984. у Пекингу.
Декларација је ступила на снагу разменом ратификационих инструмената 27. маја 1985, а регистрована је од стране влада Кине, УК и у Уједињеним нацијама 12. јуна 1985. У Заједничкој декларацији, влада НР Кине је прогласила да преузима суверенитет над Хонгконгом од 1. јула 1997, а влада УК се сагласила да ће поменутог датума предати град Кини. Влада Кине је такође прогласила своје основне смернице у документу, везано са будућношћу Хонгконга.
У складу са политичким принципом „једна земља, два система" УК и Кина су постигле договор да се социјалистички систем континенталне Кине, неће практиковати у Посебном Административном Региону Хонгконгу и да ће претходни капиталистички систем и његов начин живота остати непромењен у Хонгконгу за период од 50 година, закључно све до 2047. године.